# Josef Christiaens
Pour les articles homonymes, voir Christiaens.
Josef Christiaens, né le 16 juin 1882 à Saint-Josse-ten-Noode et décédé le 25 février 1919 à Wolverhampton (West Midlands), est un ancien pilote automobile belge de monoplaces devenu aviateur, ingénieur de formation.

## Biographie
En course automobile, il débute à la mi-août 1905 lors de la Coupe de Liedekerke et Williame de Dinant.
Nicolas Caërels et André Dills (de) ont notamment été ses mécaniciens embarqués, chez Excelsior.
Il devient le premier étranger à participer au Indianapolis Motor Speedway Harvest Classic en septembre 1916, avec sa Sunbeam 2.3L. (une série de trois courses, sur 20, 50 et 100 milles).
Après avoir vu voler Henri Farman sur Voisin fin mai 1908 lors d'un meeting à Gand, il décide de se lancer à son tour quelques mois plus tard dans le pilotage d'aéroplanes. Il rencontre à cette fin Jorge Chávez au Camp de Châlons en mars 1910, qui lui prête son Farman pour son instruction, et il obtient sa licence en France le 12 avril sous le numéro 7. Il est l'un des onze premiers pilotes enregistrés à l'Aéro-Club de Belgique, ainsi que le premier homme à avoir survolé Singapour, en mars 1911 (sur Bristol Boxkite). Il participe aussi au meeting aérien de Cannes en mars 1910, remportant le prix du tour de piste (1 min 41 s 2/5)  et à la Grande Semaine d'aviation de Rouen en juin 1910, puis moins d'un mois plus tard à la 2e semaine aéronautique de Champagne, toujours sur Farman à moteur Gnome (volant aussi comme passager d'Hubert Latham sur biplane Antoinette, à Reims).
Le premier conflit mondial achevé, il meurt dans un accident de la route en testant une Sunbeam près de Moorfield Works. Sa voiture percute un mur alors qu'il cherche à éviter le cheval d'une charrette en mouvement : son mécanicien Frank Bills reste handicapé à la suite du choc.

## Palmarès automobile
- IIe Coupe de Liedekerke et Williame, à Ostende, sur Vivinus en septembre 1909;
  - 2e à Sheepshead Bay course 1A 1916, sur Sunbeam (hors championnat AAA);
  - 3e à Chicago course 1 et à Minneapolis 1916, sur Sunbeam (en championnat AAA);
  - 4e des 500 miles d'Indianapolis 1916, sur Sunbeam;
  - 6e du Grand Prix de France 1912, sur Excelsior;
  - 6e des 500 miles d'Indianapolis 1914, sur Excelsior[2];
  - 8e du Grand Prix de France 1913, sur Excelsior;
  - Participation au Grand Prix de France des Voiturettes 1913 (Coupe de la Sarthe, Le Mans), sur  Excelsior (abandon);
  - Participation à cinq courses du Championnat américain AAA de course automobile 1916, sur Sunbeam.

## Galerie d'image

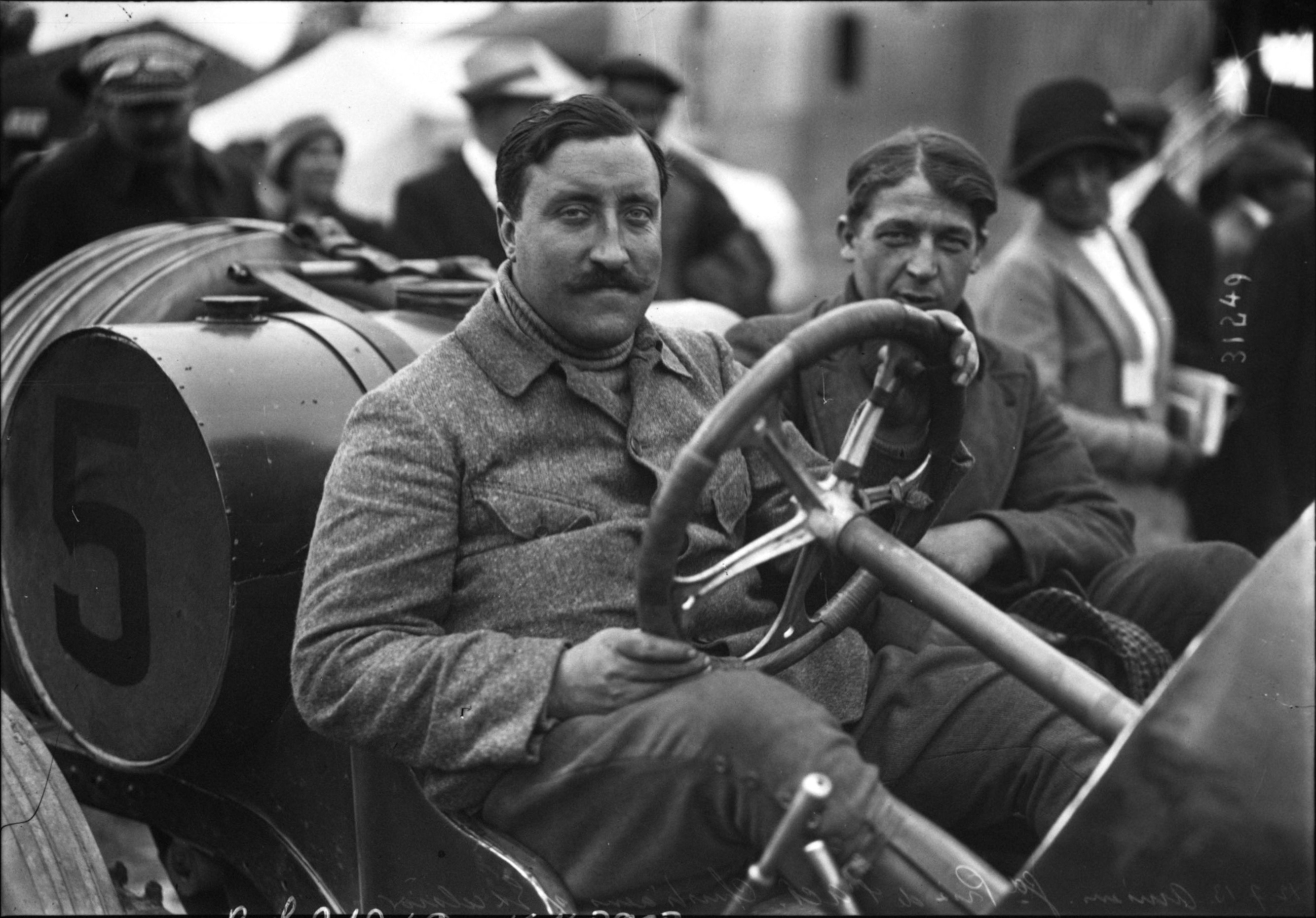
Christiaens au GP de France en 1913;
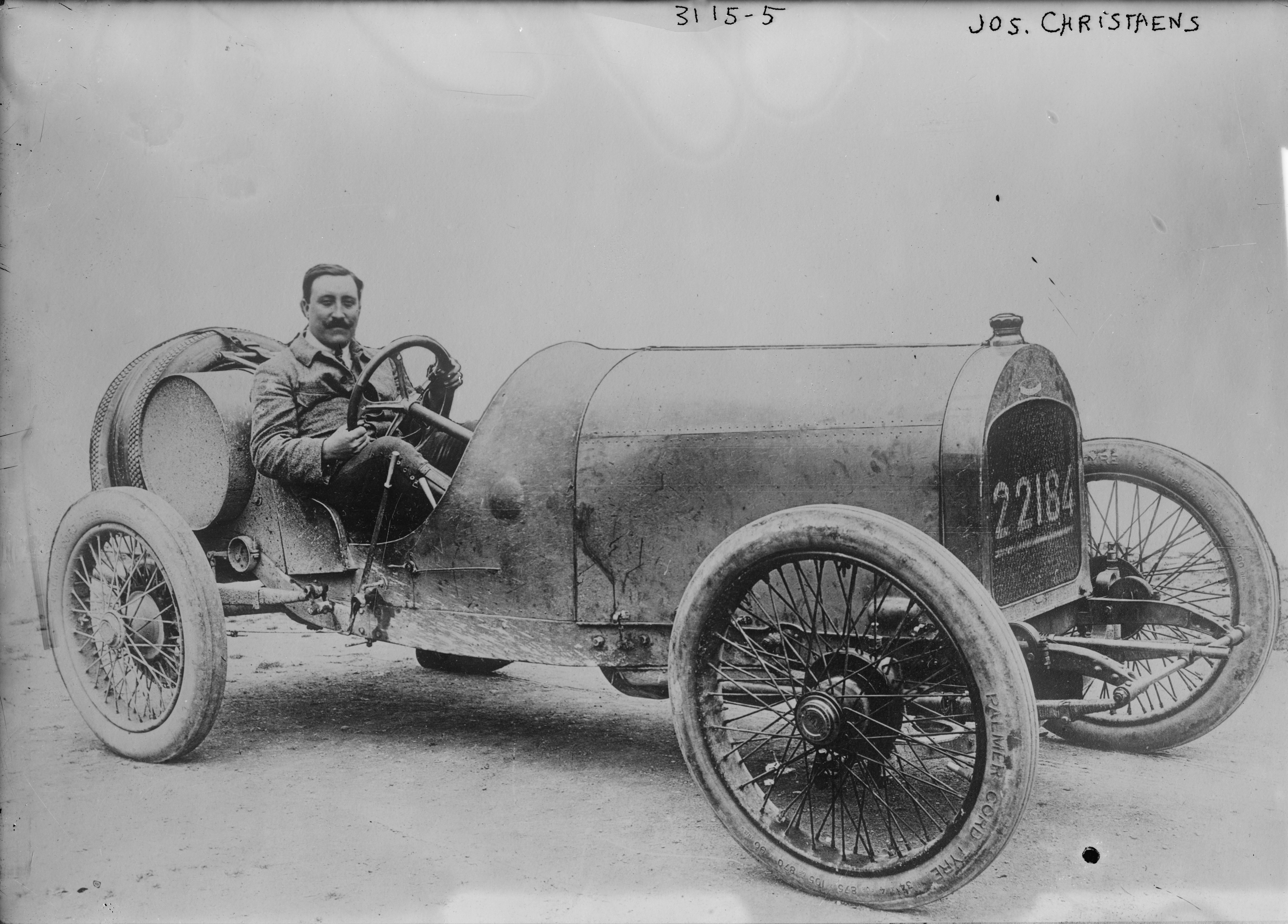
Christiaens à l'Indy 500 en 1914;
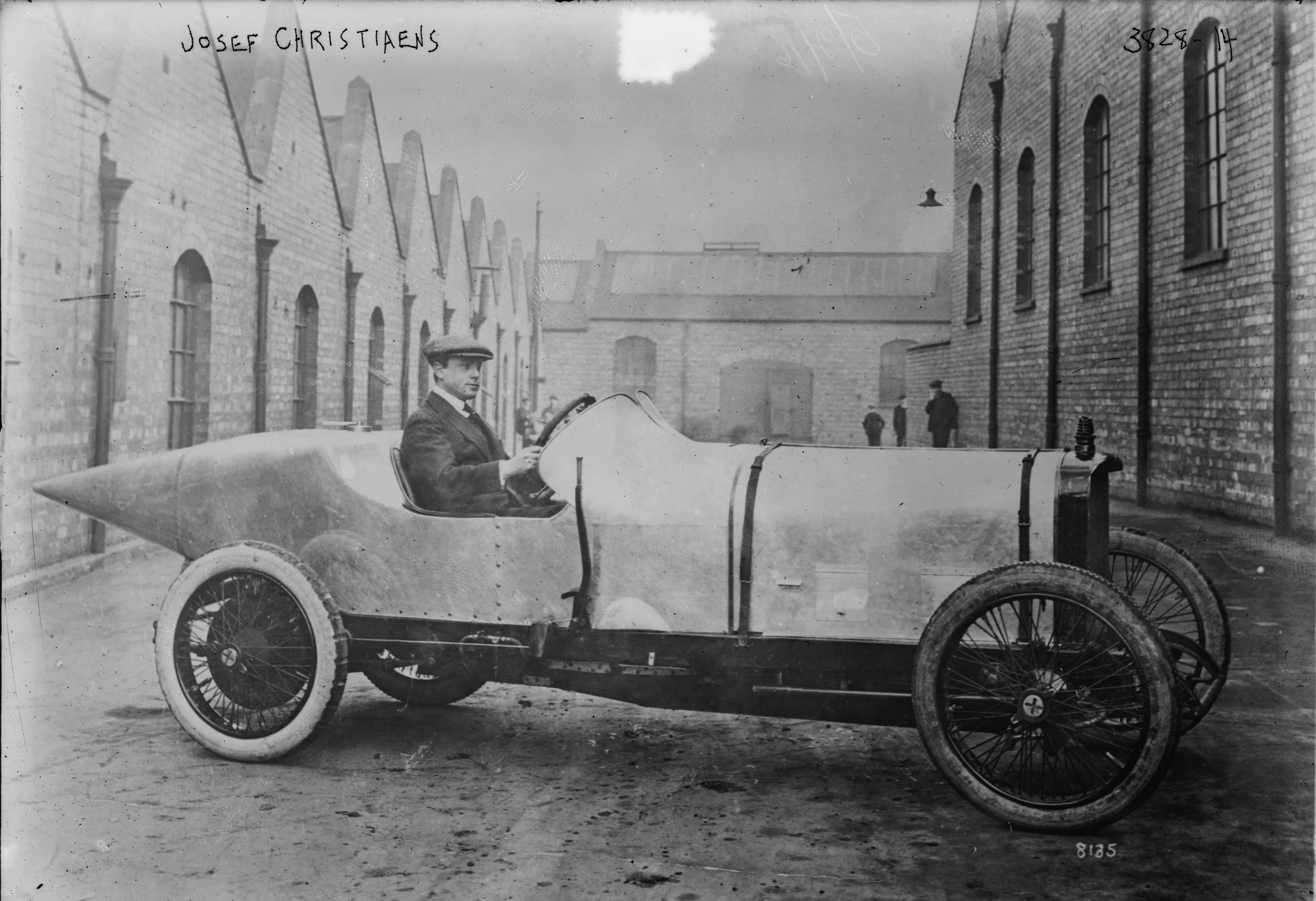
Christiaens sur Sunbeam, en 1916.

## Sources
.